# Sinogastromyzon macrostoma
Sinogastromyzon macrostoma är en fiskart som beskrevs av Liu, Chen och Yang 2010. Sinogastromyzon macrostoma ingår i släktet Sinogastromyzon och familjen grönlingsfiskar. Inga underarter finns listade i Catalogue of Life.